# Калачовка (Одесская область)
Калачовка (укр. Калачівка) — село, относится к Тарутинской территориальной общине Болградского района Одесской области Украины. Находится на реке Скиноса.
Согласно переписи населения УССР 1989 года численность населения села составляла 657 человек, из них 297 мужчин и 360 женщин. Население по переписи 2001 года составляло 580 человек. Почтовый индекс — 68521. Телефонный код — 4847. Занимает площадь 0,66 км². Код КОАТУУ — 5124783801.

## История
Село Калачовка было основано в 1906 году переселенцами, включая немцев-колонистов. В январе 1918 года в селе Калачовка была установлена советская власть, которая была восстановлена в июне 1940 года. Во время Второй мировой войны на фронте сражались 77 жителей села, погибли 41 человек. В советский период здесь функционировал совхоз «Украинец», который специализировался на зерноводстве и овцеводстве. Впоследствии, после распада СССР, совхоз был преобразован в акционерное общество.

## Местный совет
68521, Одесская обл., Болградский р-н, с. Калачовка, ул. Школьная, 53